# Adelsheim

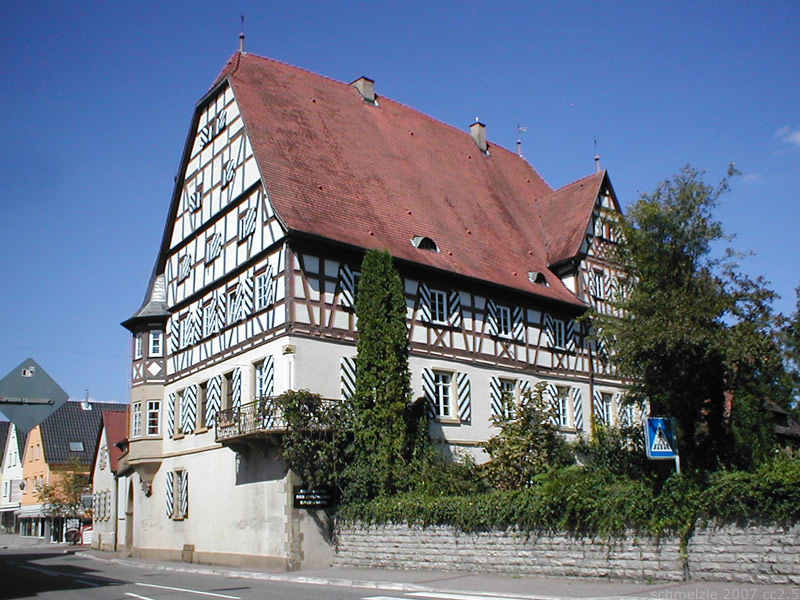
Adelsheim

Adelsheim este un oraș din nordul landului german Baden-Württemberg, la 30 km nord de Heilbronn.